# Reinhold Thiele
Karl August Reinhold Thiele (* 29. Januar 1857 in Hameln; † 21. April 1921 in Islington, London) war ein aus Deutschland stammender, in England tätiger Fotograf, Aquarellist und Fotojournalist.

## Lebensweg
Reinhold Thiele wurde am 29. Januar 1857 in Hameln geboren. Der Heraldiker Friedrich Warnecke schrieb später über Thiele, dieser habe schon als Schüler eine „unzweifelhafte Begabung für die Zeichenkunst“ gezeigt und habe sein Zeichentalent vermutlich von seinem kunstsinnigen Großvater („Pastor Wachsmuth aus Hemeringen“) geerbt. Nach der Schulzeit in seiner Heimatstadt Hameln ging Reinhold Thiele in den 1870er Jahren nach Hannover in die Lehre bei dem Daguerreotypisten, Lithographen, Porträtmaler und späteren Composit-Fotografen (Foto-Collagen-Macher) Friedrich Karl Wunder (1815–1893). Hier erwarb Thiele solide Kenntnisse im Steindruck und lernte Fotomontage-Verfahren kennen.
1878 ging er nach London, wo er in das Fotoatelier von William Henry Prestwich (1831–1912) eintrat, des Vaters des Ingenieurs John Alfred Prestwich (1874–1952).
Nach seiner Rückkehr nach Deutschland arbeitete Thiele kurze Zeit für den Hamburger Fotografen Heinrich Friedrich Plate (1824–1895). Dieser besaß von 1858 bis 1880 ein Atelier in Hamburg am Jungfernstieg 6.
Nach seiner Rückkehr nach London im Jahr 1880 wurde Thiele Kolorist und später Kamera-Operator bei der „London Stereoscopic Company“ (LSC) von George Swan Nottage. Wie etwa auch sein LSC-Kollege William England fotografierte Thiele Ansichten und Motive verschiedener Szenerien und Sehenswürdigkeiten mit der Stereo-Kamera, die die LSC dann reproduzierte und vermarktete.
Im Juni 1884 heirateten Reinhold Thiele und Eleanor Lily Rowbottom (1864–1914) in Leytonstone. Das Ehepaar hatte neun Kinder, darunter drei Söhne und sechs Töchter. Zwei Töchter starben im Kindesalter vor 1911.
In der zweiten Hälfte der 1890er Jahre eröffnete Thiele sein eigenes Fotostudio in London in der Chancery Lane, zusammen mit Thomas Symmons; das Atelier firmierte unter dem Namen „Symmons and Thiele“. Diese Fotofirma spezialisierte sich auf Sportfotografie, erweiterte ihr Repertoire aber später um Aufnahmen auch von anderen Ereignissen mit Nachrichtenwert. Thiele wurde so einer der ersten Fotojournalisten. Thieles Pressefotos von Bootsrennen, Fußballspielen, der Eröffnung der Londoner Tower Bridge im Jahr 1894, des diamantenen Thronjubiläums der Königin Victoria oder der Beerdigung des ehemaligen britischen Premierministers William Ewart Gladstone im Jahr 1898 wurden im Londoner Daily Graphic und anderen Londoner Zeitungen veröffentlicht. Die von „Symmons and Thiele“ aufgenommenen Sportler-Fotos wurden in Zeitschriften wie Sportfolio, The Sketch und Boys Own Paper abgedruckt und auch als Zigaretten-Bilder von „Ogden’s Tobacco Company“ und „Cohen Weenen & Co.“ verbreitet.
Im Mai 1896 wurde die Firma „Symmons and Thiele“ aufgelöst; Thiele setzte seine Fotografentätigkeit allein fort; sein Studio in der Chancery Lane bestand noch mindestens bis 1908.

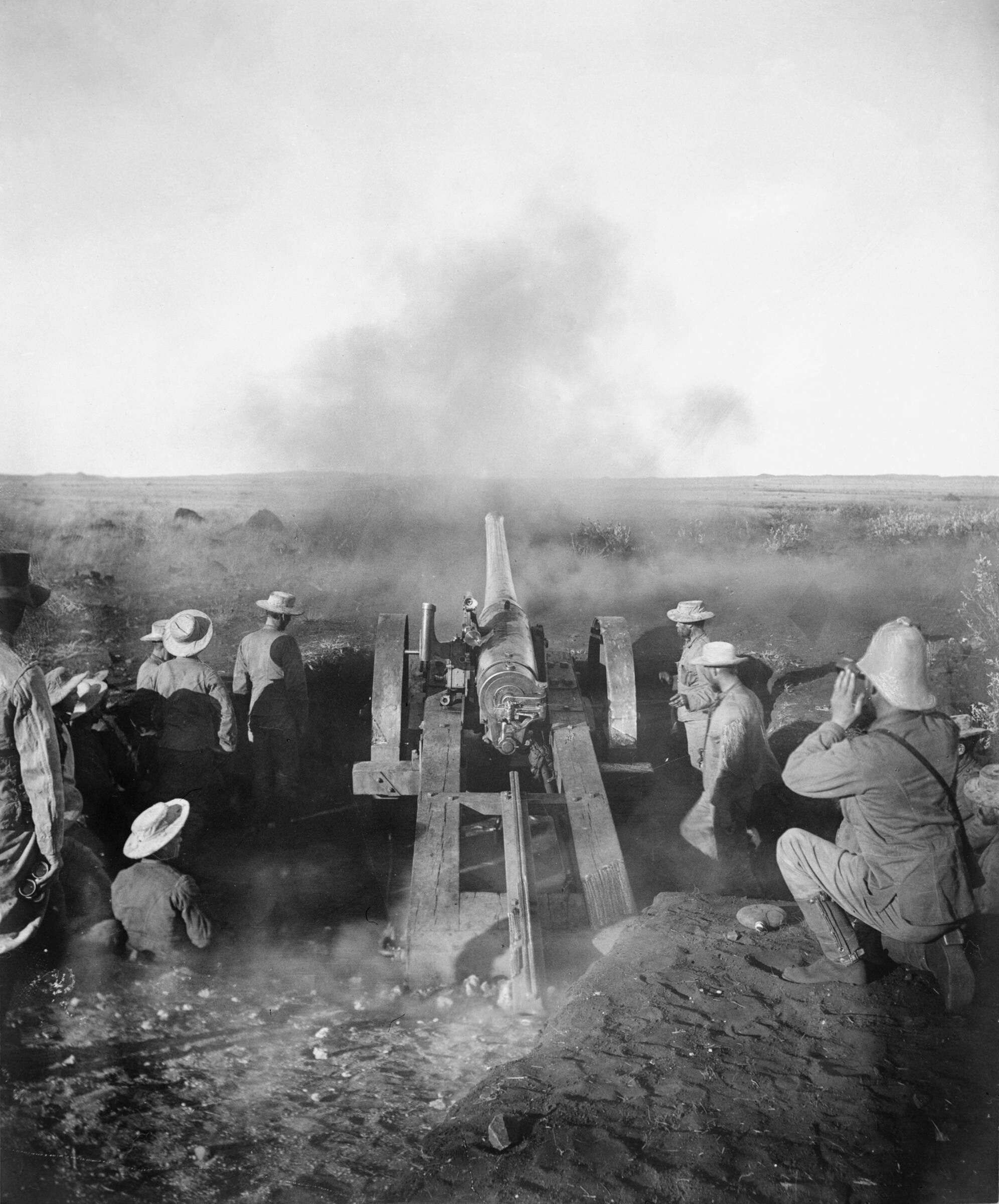
Ein als „Joe Chamberlain“ bezeichnetes 4,7-Zoll-Geschütz feuert während des Sperrfeuers von Magersfontein im Zweiten Burenkrieg. Fotografie von Reinhold Thiele

Thiele arbeitete auch als Militär- bzw. Kriegsfotograf. 1899 erhielt er von der Zeitung Daily Graphic den Auftrag, über den Burenkrieg in Südafrika (1899–1902) zu berichten. Neun Monate lang reiste Thiele in einem Ochsenkarren von Schlachtfeld zu Schlachtfeld. Für seine Kriegsfotos verwendete er eine 10 × 8 Zoll-Glas-Plattenkamera mit einem Teleobjektiv von John Henry Dallmeyer. Einige von Thieles Kriegsfotos, die die Redakteure des Daily Graphic als zu drastisch empfanden, wurden nicht veröffentlicht.
Thiele wurde auch für seine Fotografie mit Blitzlicht bekannt. Der von ihm entwickelte Blitzlicht-Einsatz ermöglichte es ihm zum Beispiel, Fließbandarbeit zu fotografieren, ohne die Personen in Pose setzen oder ihre Arbeit unterbrechen zu müssen. Unter anderem in seinen Aufnahmen aus den Produktionsstätten der „Spratt’s Dog Biscuit Factory“ in London wird sein innovativer Einsatz von Blitzlicht erkennbar.

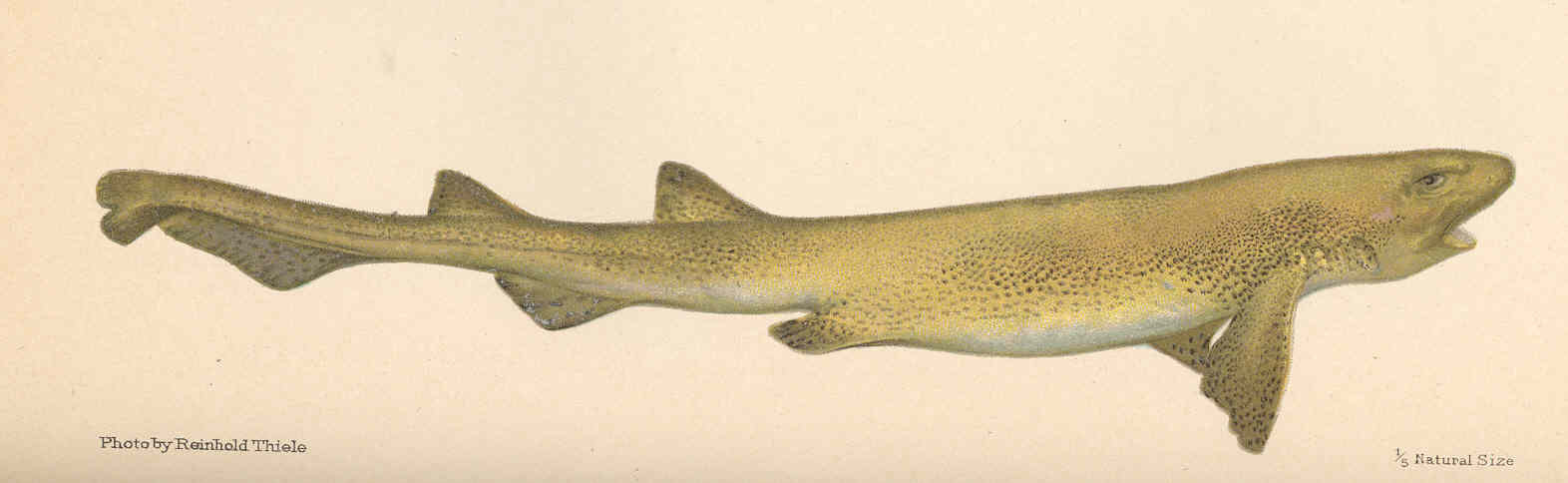
Abbildung eines Hais (Scyllium canicula) nach einem Foto von Reinhold Thiele

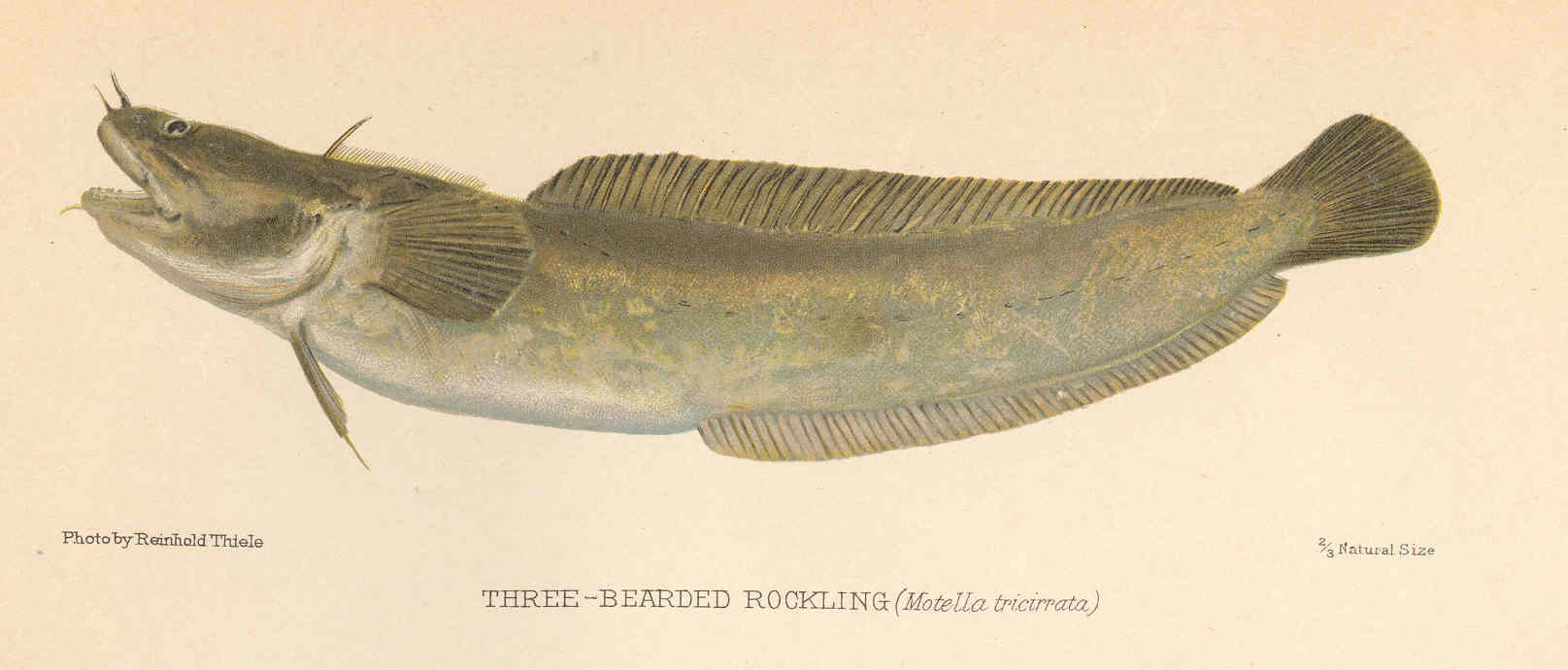
Abbildung eines Seewiesels (auch: Dreibärteltrüsche, Motella tricirrata, oder Dreibärtelige Seequappe, Gaidropsarus vulgaris) nach einem Foto von Reinhold Thiele

Beim Londoner „Photographic Salon“ des Jahres 1901 stellte Thiele – neben Fotos aus dem südafrikanischen Burenkrieg – auch Fotos verschiedener Fischarten aus.
Reinhold Thiele starb am 21. April 1921 in seinem Haus im Londoner Stadtbezirk Islington.